# Aachi et Ssipak
Pour plus de détails, voir Fiche technique et Distribution.
Aachi et Ssipak (아치와 씨팍, Aachiwa ssipak) est un film d'animation sud-coréen de Jo Beom-jin, sorti le 29 juin 2006 au cinéma.
Le film est déconseillé aux moins de 18 ans en raison de scènes explicitement scatophiles, violentes, sanglantes et d'une morale douteuse. En France, la version DVD est interdite aux moins de 12 ans.

## Synopsis
Dans le futur, la survie énergétique globale est basée sur les excréments humains. Tout le monde possède une puce anale et est encouragé à déféquer plusieurs fois par jour, récompensé par des juicybar. Deux escrocs - Aachi et Ssipak - vont se retrouver au milieu d'une confrontation entre les forces du gouvernement et les rebelles mutants.

## Fiche technique
- Titre : Aachi et Ssipak
- Titre original : 아치와 씨팍 (Aachiwa ssipak)
- Réalisation : Jo Beom-jin
- Scénario : Jo Beom-jin et Jeong Yeon-won
- Musique : Kevin Seaton
- Montage : Zack Keller
- Production : Brendan Burch et Andy Fiedler
- Société de production : J Team, Mondo Media et Six Point Harness
- Pays :  Corée du Sud
- Genre : Animation, action, comédie et science-fiction
- Durée : 90 minutes
- Dates de sortie : 
  - Corée du Sud : 29 juin 2006
  - France : 4 novembre 2008[2] (DVD), 2012 (Blu-Ray)[3]

## Doublage
|                                              | Coréen                   | Français       |
| -------------------------------------------- | ------------------------ | -------------- |
| Aachi (아치)                                 | Ryoo Seung-beom (류승범) | Paolo Domingo  |
| Ssipak (씨팍)                                | Im Chang-jeong (임창정)  | Jonathan Cohen |
| Beautiful (이쁜이)                           | Hyun Young (현영)        | Mélodie Orru   |
| Chef du gang des couches-culottes (보자기킹) | Sin Hae-cheol (신해철)   | Patrick Bonnel |
|                                              | Lee Gyu-hwa              |                |
|                                              | Seo Hye-jeong            |                |
|                                              | Yang Jeong-hwa           |                |
|                                              | Yoo Seong-hyun           |                |
|                                              | TEAM5P                   |                |
|                                              | Kim Chang-hoo            |                |

## Distinctions
- 2007 - Grand Prix (Feature Films) au Seoul International Cartoon and Animation Festival (en) (Corée du Sud)[4].
- 2007 - Meilleur film d'animation : Fantasia de bronze au Fantasia Festival (Canada)[5].
- 2007 - Médaille de Bronze (Fantastic Feature competition) au Fantastic Fest (États-Unis, Austin).
- 2007 - Sitges Festival Internacional de Cinema de Catalunya (Espagne) : ANIMA'T – Gertie Award Best Film[6].
- 2007 - Animafest Zagreb (Croatie)[7].